# Сан Зеноне дељи Ецелини
Сан Зеноне дељи Ецелини (итал. San Zenone degli Ezzelini) је насеље у Италији у округу Тревизо, региону Венето.
Према процени из 2011. у насељу је живело 6506 становника. Насеље се налази на надморској висини од 116 м.

## Становништво
Према резултатима пописа становништва 2011. у општини је живело 7.391 становника.
| 1931. | 1936. | 1951. | 1961. | 1971. | 1981. | 1991. | 2001. | 2011. |
| ----- | ----- | ----- | ----- | ----- | ----- | ----- | ----- | ----- |
| 4.765 | 4.500 | 4.675 | 4.072 | 4.151 | 4.571 | 5.386 | 6.506 | 7.391 |

## Партнерски градови
- Majano, Марцлинг